# Göteborgs Velocipedklubb
Göteborgs Velocipedklubb, förkortat G. V. K., stiftades den 11 maj 1882 av Carl Gustav Weinberg, Charles Möller och Herman Risberg och var då Sveriges första velocipedklubb med en fast organisation. Man bildade en "velocipedklubb för bicykleryttare" i Göteborg. Dess första ordförande blev en av stiftarna, C.G. Weinberg. Den 16 november 1900 omdanades klubben till Göteborgs Idrotts Förbund.
G. V. K:s första verksamhetsår sammanföll med införandet av de första velocipederna från England, så kallade höghjulingar med gummiringar. Snart hade klubben samlat ett hundratal medlemmar. Den första gemensamma cykelutflykten gick från Göteborg till Alingsås, en sträcka på cirka 5 mil, den 10 september 1882. Utflykten beskrivs som "äventyrlig," då ett flertal medlemmar cyklade omkull och skadade sig. 
Två unga medlemmar i GVK cyklade på sommaren 1883 till Norrköping, där de gjorde sensation på sina höga velocipeder, försedda med lantärnor och ringklockor. Norrköpings Tidningar rapporterade: "Velocipederna kunde framföras med en ofantlig hastighet och voro mycket eleganta. De lära dock, efter vad vi hört sägas, kostat 400 kr stycket. De unga männen, som voro hemma i Göteborg, befinna sig på en längre velocipedtur. – Sportmännen voro iklädda knäbyxor och långa strumpor samt hade små tornistrar eller väskor bak på sina fordon. Det hela gav en hurtig och elegant anblick. Innan de afreste härifrån gjorde de en liten tur med sina velocipeder i Norra promenaden." År 1886 anordnade man Sveriges första velocipedtävling i Slottsskogen.
Pneumatiska ringar infördes 1887, vilket ökade intresset markant. År 1893 anordnade G. V. K. en velocipedutställning i Göteborg, i samband med Svenska Hjulförbundets årsmöte.
Den 20 juni 1895 beslöt G. V. K. att man skulle skaffa klubben en egen velocipedbana, vilket realiserades redan efter ett år på Tegelbruksängen. Den 28 juni 1896 invigdes Göteborgs Velocipedklubbs idrottsplats. 20 år senare invigdes där Gamla Ullevi.